# Ockelbo Tidning
Ockelbo Tidning var en kortlivad dagstidning med utgivningsperiod från den 26 augusti 1925 till den 29 december 1925, det vill säga fyra månader. Tidningens fullständiga  titel var bara Ockelbo Tidning.

## Historia
Förlaget för tidningen var Axel Gösta Lindberg i Ockelbo. Han var också ansvarig utgivare och redaktör för tidningen. Redaktionsort var Ockelbo. Tidningen kom ut två dagar veckan tisdagar och fredagar. Tidningen var neutral politiskt. Tidningen var en dagstidning.
Tidningen hade fyra sidor i formatet 52x37 cm för satsytan. Typsnitt var antikva och bara svart färg användes, Priset var 2,50 kr för en prenumeration. Tryckeri var Lantmännens tryckeri Westlund & c:o i Gävle.
Lite är känt om varför tidningen lades ner. Det verkar inte ha varit planerat.